# Neornithischia
Neornithischia – klad dinozaurów z rzędu ptasiomiednicznych (Ornithischia). Jego nazwa została ukuta w 1985 roku przez Coopera. Pierwszą definicję filogenetyczną przedstawił w 1998 Paul Sereno, który określił, że nazwa Neornithischia odnosić się będzie do kladu obejmującego wszystkie zwierzęta spokrewnione bliżej z triceratopsem niż z ankylozaurem. W 1986 Paul Sereno ukuł termin Cerapoda, mający podobną do Neornithischia zawartość taksonomiczną, jednak w późniejszych pracach porzucił tę nazwę na rzecz Neornithischia. Pierwsza definicja Cerapoda została przedstawiona w 2004 roku, była ona jednak identyczna z definicją przedstawioną przez Sereno w 1998 dla Neornithischia. W 2005 Sereno stwierdził, że żałuje, iż ukuł termin Cerapoda, i uznał go za synonim Neornithischia.